# Христиане против войны
Христиане против войны (англ. Shalt Not Kill (Russia)) — антивоенная христианская инициатива, образованная активистами рабочей группы «Христианская визия» после начала в феврале 2022 года полномасштабного российского вторжения на Украину.

## История
«Христиане против войны» появились как инициатива в рамках деятельности «Христианской визии» сперва как медиагруппа, анализирующая реакцию христианских общин России, Украины, Беларуси и других соседних стран на вторжение России на Украину.
Участники группы изучали способы сопротивления христиан в России военным действиям; религиозную пропаганду, используемую для оправдания агрессии; структурные изменения в конфессиональном ландшафте России и Украине на фоне военных действий и многое другое.
Поскольку вскоре после начала военных действий начались репрессивные практики в отношении граждан, выражавших несогласие с действиями российских войск, группа занялась правозащитной деятельностью: в частности, мониторингом случаев преследования христиан за антивоенную позицию, а также организацией помощи им.

## Деятельность
Результатом исследовательской деятельности стали обновляющиеся мониторинговые списки:
- преследования христиан со стороны религиозных организаций и властей за антивоенную позицию или поддержку Украины в защите от агрессии[3];
- погибших священнослужителей и церковнослужителей христианских церквей Украины[4];
- священников РПЦ, участвующих в качестве капелланов в Вооруженных силах РФ[5];
- сознательных отказчиков от военной службы по соображениям совести в Украине[6].

На эти списки ссылаются различные зарубежные медиа. Также мониторинги используются российскими независимыми СМИ для оценки репрессивных практик в России в отношении верующих, занимающих антивоенную позицию.
К плодам исследований инициативы прибегают отечественные и зарубежные правозащитные организации, а также учёные в своих статьях.

## Преследование участников и цензура
Сайт инициативы заблокирован в России 9 сентября 2023 года по требованию неизвестного органа.
Телеграм-канал инициативы внесён в Беларуси в список экстремистских материалов.
Против одного из участников инициативы в Беларуси возбуждено уголовное дело за дачу интервью телеканалу «Белсат».

## Сотрудничество
«Христиане против войны» сотрудничают с низовыми конфессиональными, межконфессиональными, а также светскими инициативами в России, организующими разные антивоенные акции протеста и сопротивления. Это инициатива «Рождественская Декларация», фонд «Мир всем» и «Феминистское антивоенное сопротивление». Совместную деятельность ведут также с украинской общественной организацией по диалогу между православными церквями Украины «Софийское братство».